# کارین هیلز
کارین پریرا د سوزا (زاده ۷ فوریه ۱۹۷۹) بازیگر، خواننده و ترانه‌سرای برزیلی است. در سال ۲۰۰۲، او برنده شوی استعدادیابی ستاره‌های پاپ شد و تا سال ۲۰۰۵ به گروه دختران برزیلی روژ پیوست و با آن چهار آلبوم استودیویی منتشر کرد. این گروه با فروش تمام ۶ میلیون نسخه به موفق‌ترین گروه دختر برزیل تبدیل شد و یکی از بیست گروهی که بیشترین فروش را در جهان دارد است.

## فیلم‌شناسی

### تلویزیون
| سال     | نمایش تلویزیونی   | نقش                        | یادداشت                                                                |
| ------- | ----------------- | -------------------------- | ---------------------------------------------------------------------- |
| ۲۰۰۲    | ستاره‌های پاپ      | شرکت کننده (برنده)         | فصل ۱                                                                  |
| ۲۰۰۲    | روژ: داستان       | ارائه کننده                |                                                                        |
| ۲۰۰۳    | رومئو و جولیتا    | دوست جولیتا                | ویژه آخر سال                                                           |
| ۲۰۰۵    | فلوریبلا          | خودش                       | قسمت: "۱۴ جولای ۲۰۰۵"                                                  |
| ۲۰۱۱    | آکوئله بیجو       | برنادت دو آمارال           |                                                                        |
| ۲۰۱۳    | کارخانه ستاره     | خودش                       | قسمت: "بازگشت سرخپوشان" قسمت: "همه چیز سرخ است" قسمت: "همه چیز دوباره" |
| ۲۰۱۳–۱۶ | یه پا لب گور بودن | سونینجا تورس سامپایو       |                                                                        |
| ۲۰۱۴    | سکس و نگا         | زولما دوس سانتوس           |                                                                        |
| ۲۰۱۶–۱۸ | کارینا دی آنجو    | خواهر فابیانا کانتو تکسیرا |                                                                        |

### سینما
| سال  | فیلم                  | شخصیت |
| ---- | --------------------- | ----- |
| ۲۰۰۳ | Xuxa Abracadabra      | خودش  |
| ۲۰۰۵ | الیانا در راز دلفین‌ها | خودش  |

## آهنگ‌شناسی
| ترانه                           | سال  | سایر هنرمندان                      | آلبوم                                           |
| ------------------------------- | ---- | ---------------------------------- | ----------------------------------------------- |
| "بحران هستی" (آواز پشتوانه)     | ۲۰۰۵ | CPM 22                             | شادی آنی                                        |
| "مهمانی ما شروع شد"             | ۲۰۰۷ | سواو، اندریگو باجو با میشل مارتینز | رقص رقص رقص                                     |
| "فقط من و تو"                   | ۲۰۰۸ | تولیو دک                           | آنچه از زندگی می‌گیرید همان زندگی است که می‌گیرید |
| "نامه‌هایی به تو" (آواز پشتوانه) | ۲۰۰۹ | NX صفر                             | آگورا                                           |
| "آخرین ماموریت"                 | ۲۰۱۳ | ادی راک با نگو جم                  | هیچ‌کس علیه ما نخواهد بود                        |